# Прогресисти (Латвія)
Прогресисти (латис. Progresīvie) — соціал-демократична політична партія в Латвії. Партія заснована 25 лютого 2017 року. З 4 вересня 2021 року очолює її Антоніна Ненашева та Атіс Швінка. Прогресисти мають 11 місць у Ризькій міській раді та 10 місць у Сеймі, але не мають жодного місця в Європейському парламенті.

## Історія
Партія є спадкоємицею однойменної соціал-демократичної громадської організації (латис. biedrība "Progresīvie"), яка була заснована 26 березня 2011 року під керівництвом Ансіса Добеліса. Прогресисти брали участь у латвійських муніципальних виборах 2017 року в чотирьох муніципалітетах. У двох із них, муніципалітеті Айзпуте та Марупе, вони отримали місця в місцевих радах.
Прогресисти брали участь у парламентських виборах 2018 року. Перед виборами партія відмовилася приєднатися до ліберального альянсу «Розвиток/За!». Прогресисти стверджували, що залишатися поза альянсом необхідно, щоб гарантувати, що ліва політика партії та високий стандарт політичних пожертвувань не будуть поставлені під загрозу. Прогресисти мали унікальний принцип гендерного паритету у своїх бюлетенях, коли всі лідери виборчих списків були жінками. Їхнім кандидатом у прем'єр-міністри був Роберт Путніс. Партія не отримала жодного місця в Сеймі, отримавши лише 2,6% голосів, але отримала право на державне фінансування у розмірі 15 000 євро на рік за подолання 2%-го бар’єру.

## Ідеологія та платформа
Прогресисти заявляють, що однією з їхніх головних цілей є впровадження скандинавської моделі соціального забезпечення в Латвії, а політична програма партії називається «Поворот до північних країн». Серед принципів партії – запровадження прогресивної системи оподаткування, відповідальність за навколишнє середовище, боротьба з корупцією та тіньовою економікою, активна роль держави в економіці, зниження ВВП як основного показника розвитку (на користь інших, які добре беруть участь у розвитку), врахування суспільства, як-от індекс щастя), гендерна та ЛГБТ-рівність.